# Platysystatus brunneus
Platysystatus brunneus är en insektsart som beskrevs av Frederick Arthur Godfrey Muir 1930. Platysystatus brunneus ingår i släktet Platysystatus och familjen sporrstritar. Inga underarter finns listade i Catalogue of Life.